# 1066
1066 (MXLVI) fue un año común comenzado en domingo del calendario juliano.

## Acontecimientos
- 25 de septiembre - Haroldo II rechaza una invasión vikinga de Inglaterra en la Batalla de Stamford Bridge.
- 28 de septiembre - Guillermo el Conquistador, Duque de Normandía, invade Inglaterra.
- 14 de octubre - Conquista normanda de Inglaterra tras la batalla de Hastings.
- El cometa Halley es avistado en toda Europa y es plasmado en el tapiz de Bayeux.
- 24 de diciembre - Guillermo el Conquistador, es coronado rey de Inglaterra
- 30 de diciembre: Masacre de judíos a manos de musulmanes granadinos, posiblemente llegando a 4000 las víctimas.

## Nacimientos
- Enrique de Borgoña (f.1112)

## Fallecimientos
- 5 de enero: Eduardo el Confesor, rey de Inglaterra.
- 25 de septiembre: Harald III de Noruega, muere en la Batalla de Stamford Bridge.
- 14 de octubre: Haroldo II, rey de Inglaterra, muere en la Batalla de Hastings.